# Erotica (pjesma)
"Erotica" je prvi singl američke pjevačice Madonne s petog studijskog abuma Erotica iz 1992. Singl je pušten u listopadu 1992 pod Maverick Recordsom. Pjesma je postala prvi najavni singl Madonne sa studijskih albuma koja nije dospjela na vrh Billbaoardovih Hot 100 još od njenog prvog albuma iz 1983. Četrnaest godina nakon objavljivanja pjesme, "Erotica" je dobila ponovnu pažnju uvrštavanjem u popis pjesama na Confessions Tour. Pjesma je bila vrlo kontoverzna kada je bila puštena zbog seksualne tematike i teksta. Vatikan je zabranio Madonni ulaz u državu kao i emitiranje njenih pjesama na njihovim radio postajama. Pjesma je zajedno s cijelim albumom bila zabranjena i u Libanonu.
Pjesma je uvrštena na kompilacije najvećih hitova - GHV2 (2001.) i Celebration (2009.). Izrazito kontroverzan spot za pjesmu se po prvi puta pojavio na DVD-u Celebration – The Video Collection.

## O pjesmi
Postojale su 3 različite verzije pjesme: izvorna demoverzija, verzija s albuma i pjesma "Erotic" koja je snimljena uz Madonninu knjigu "Sex". "Erotic" je bila puno erotičnija i sirovija od albumske verzije "Erotica". Izvorna demoverzija, koja je procurila na internet u veljači 2008., se razlikuje po tome što su izostavljeni prvi stihovi pjesme  "My name is Dita, I'll be your mistress tonight", a refren je znatno drugačiji. Madonna je izvela "Erotica" kao otvarajuću pjesmu njene The Girlie Show World Tour iz 1993.
Za Madonninu Confessions Tour iz 2006., Stuart Price je napravio remix pjesme, koji je koristio refren demosnimke. Remix koristi i različite stihove i refrene orignalne verzije kao: "Erotic/Erotic/Put your hands all over my body" te "Erotica/Romance/Erotica/I'd like to put you in a trance". Iako je na popisu pjesama na Confessions Tour bila pod nazivom "Erotica", mnogi fanovi su prepoznali pjesmu kao "You Thrill Me" po jedinstvenom refrenu:
You are who you are (and I)
Wouldn't want to change a thing (,in spite of)
All the pain that love can bring (, tell me)
What can I do, I'm so in love with you
You thrill me/Surround me, you fill me/You send me/You put me in a trance
You fill me/Inside me you take me/You thrill me/You put me in a trance

## Na ljestvicama
"Erotica" je debitirala na visokom 13. mjestu Billboardove Hot 100, ali unatoč očekivanju da će dospjeti na vrh ljestvice, dospjela je na najviše 3. mjesto drugog tjedna na ljestvici i polako počela padati dok za 18 tjedana nije skroz izašla s ljestvice. Pjesma je napravila najveći ulaz u povjesti Hot 100 Airplay ljestvice, time što je odmah ušla na 2. mjesto koje joj je i ostala najviša pozicija. Također je dosegla 1. mjesto na Hot Dance Music/Club Play i 4. mjesto na Hot 100 Singles Sales ljestvici. Singl je dobio zlatnu certifikaciju u Sjedinjenim Državama. Singl je postao još jedan veliki Madonnin uspjeh i u svijetu dospjevši u prvih 5 u većini zemalja (uključujući UK, Kanadu i Australiju a na 1. mjesto je dospjeo u Italiji). Također je bio na 1. poziciji Eurochart Hot 100, i to 3 tjedna, postavši tako 8 broj 1 Madonne u Europi.

## Video spot
Video spot za pjesmu je jedan od Madonninih "najneslavnijih". Američki MTV ga je prikazao svega 3 puta i sve u kasno doba, zbog izrazitih seksualnih scena, te je tako postao drugi video koji je zabranjen na tom kanalu. Postoje 2 verzije videa, jedna bez golotinje koja je puštena u SAD-u, i druga koja sadržava scene potpuno gole Madonne s prikazom s prednje strane koja je puštena u Europi i Australiji. Video je stavljen na 16. mjesto "50 najsexi videa" prema VH 1. Naomi Campbell i Isabella Rossellini se pojavljuju u spotu.

## Službene verzije

### "Erotica"
1. Album version (5:17)
2. Album version - instrumental (5:17)
3. Album edit (4:31)
4. Kenlou B-Boy remix
5. Kenlou B-Boy instrumental
6. Madonna's in My Jeep Mix (5:46)
7. Jeep Beats dub
8. Underground Club mix
9. Masters at Work dub
10. Bass Hit dub
11. House instrumental
12. Underground Tribal Beats

### "Erotic"
1. "Sex" Version (5:20)
2. "Sex" Version Edit (4:30) aka Robin Hancock Edit
3. William Orbit's 12" (6:07)
4. William Orbit's Dub (4:53)

## Popis pjesama i verzije
| 2-Track Singl (9 18782-2) (Izdan: 1. listopada 1992.) 1. "Erotica" (Album Version) — 5:12 2. "Erotica" (Instrumental) — 5:12 7-Track Singl (9 40585-2) (Izdan: 13. listopada 1992.) 1. "Erotica" (Album Edit) — 4:36 2. "Erotica" (Kenlou B-boy Mix) — 6:27 3. "Erotica" (Wø 12") — 6:12 4. "Erotica" (Underground Club Mix) — 4:57 5. "Erotica" (Masters at Work Dub) — 4:57 6. "Erotica" (Jeep Beats) — 5:53 7. "Erotica" (Madonna's in My Jeep Mix) — 5:50 | CD Maxi-Singl (9362-40657-2) (Izdan: 1. listopada 1992.) 1. "Erotica" (Radio Edit) — 4:31 2. "Erotica" (Album Version) — 5:12 3. "Erotica" (Instrumental) — 5:12 CD PROMO Singl (PRO-CD-5648) (uz "Sex" knjigu) 1. "Erotic" — 5:20 |

## Uspjeh na ljestvicama
| Ljestvica (1992)                   | Pozicija |
| ---------------------------------- | -------- |
| Australija                         | 4        |
| Austrija                           | 15       |
| Europa                             | 1        |
| Francuska                          | 23       |
| Irska                              | 4        |
| Italija                            | 1        |
| Japan                              | 2        |
| Kanada                             | 2        |
| Nizozemska                         | 10       |
| Norveška                           | 2        |
| Norveška                           | 3        |
| Njemačka                           | 13       |
| Švedska                            | 3        |
| Švicarska                          | 8        |
| Ujedinjeno Kraljevstvo             | 3        |
| U.S. Billboard Hot 100             | 3        |
| U.S. Billboard Pop Songs           | 9        |
| U.S. Billboard Hot Dance Club Play | 1        |
| U.S. ARC Weekly Top 40             | 1        |
| U.S. Billboard Rhythmic Top 40     | 5        |

| Država | Certifikacija | Primjeraka |
| ------ | ------------- | ---------- |
| UK     | —             | 270.800    |
| SAD    | zlatna        | 500.000+   |